# Chýšť

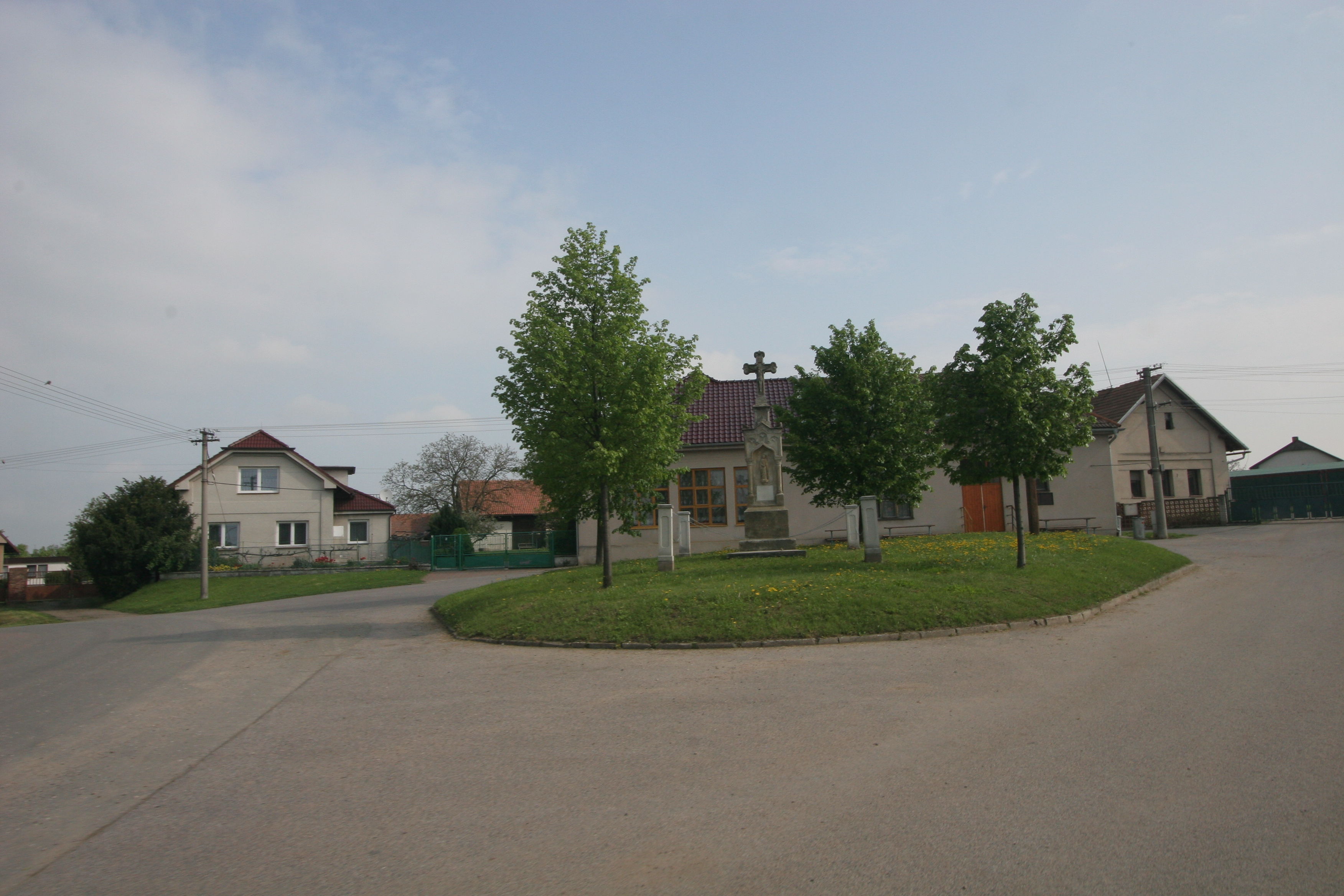
Kreuz auf dem Dorfplatz

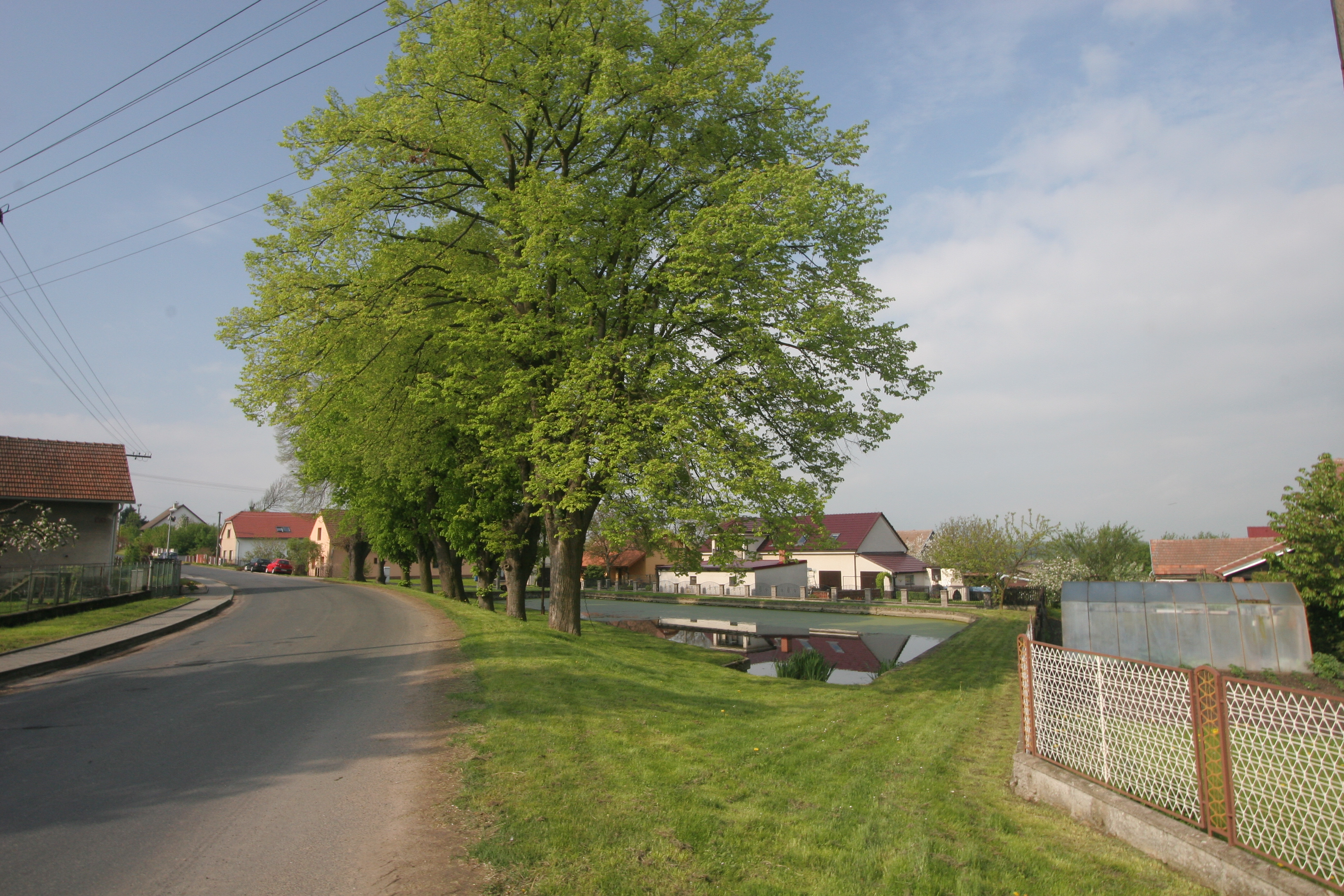
Dorfteich

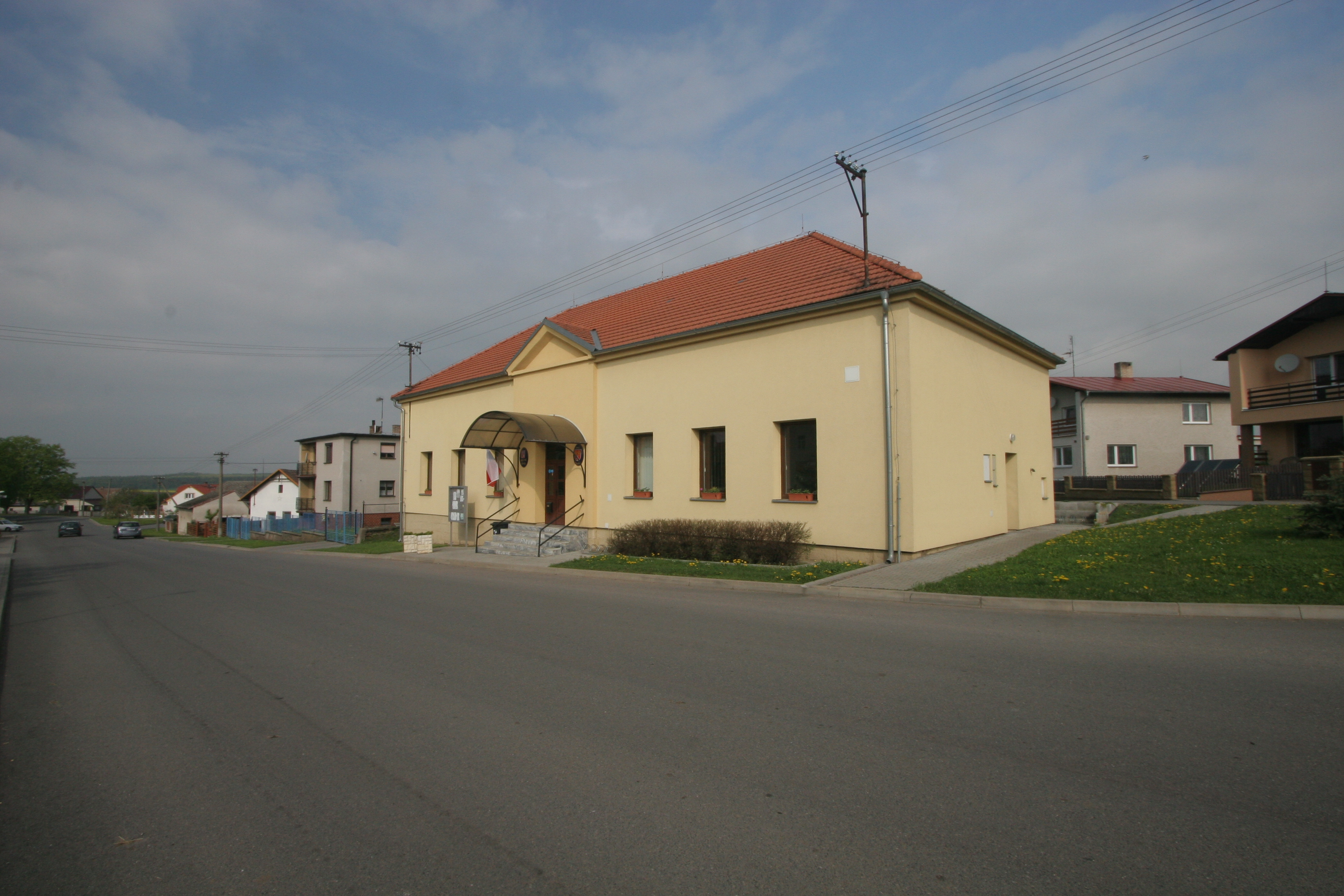
Gemeindeamt

Chýšť (deutsch Cheyscht, 1939–45 Kiescht) ist eine Gemeinde in Tschechien. Sie liegt sieben Kilometer südöstlich von Chlumec nad Cidlinou und gehört zum Okres Pardubice.

## Geographie
Chýšť befindet sich am westlichen Abfall des Hügels Kačerový kopec (271 m n.m.) auf der Dobřenická plošina (Dobrzenitzer Hochfläche). Östlich erheben sich der Soudný (288 m n.m.) und die Jitra (272 m n.m.), im Westen der Tátrum (264 m n.m.) und die Kozí hora (258 m n.m.). Nordwestlich des Dorfes liegt der Teich Chýšťský rybník, südwestlich – am Babidolský potok – der Teich Záhumeník. Gegen Nordosten befinden sich die Wüstungen Nedabylice und Haškova Lhota. Im Norden wird das Dorf von der Staatsstraße I/36 zwischen Nové Město und Rohovládova Bělá tangiert; weiter nördlich verläuft die Dálnice 11/E 67.
Nachbarorte sind Stará Voda, Chudeřice und Káranice im Norden, Obědovice und Michnovka im Nordosten, V Austrálii, Pravy, Kasaličky und Na Obci im Osten, Voleč, Amerika und Žáravice im Südosten, Malé Výkleky im Süden, Přepychy, Újezd u Přelouče und Štít im Südwesten, Klamoš, Rtanov und Lučice im Westen sowie Kladruby, Nové Město und Písek im Nordwesten.

## Geschichte
Chýšť wurde als unregelmäßiges Straßendorf angelegt, der Grundriss hat die Form eines liegenden „H“.
Die erste schriftliche Erwähnung des zur Burg Hradišťko gehörigen Dorfes Hyscz erfolgte 1368 im Zusammenhang mit einem Krnye de Hyscz. Besitzer waren zu dieser Zeit die Herren von Rosenberg. Ulrich von Rosenberg verkaufte 1421 die Herrschaft Hradišťko mit dem Städtchen Žiželice und mehreren Dörfern – darunter auch Chýšť – für 7000 Schock Groschen an König Sigismund, der ihm dafür die Frauenburg verpfändete. Nachfolgende Besitzer der Herrschaft Hradišťko-Žiželice waren Heinrich von Wartenberg, die Grafen von Waldstein, ab 1517 Zdeniek Lev von Rosental und danach Wilhelm Kostka von Postupitz, der sie 1521 zusammen mit der Herrschaft Chlumetz an Vojtěch von Pernstein verkaufte. Johann von Pernstein, der die Herrschaften 1533 erworben hatte, veräußerte sie an König Ferdinand I., der sie 1547 zu einer Kammerherrschaft Chlumetz vereinigte. König Matthias überschrieb 1611 die Kammerherrschaft Chlumetz für treue Dienste bei der Erlangung der Böhmischen Krone an Wenzel Graf Kinsky von Wchinitz und Tettau. Nachdem dieser 1620 in die Chlumetzer Pfarrkirche St. Ursula einfiel, um hussitische Gottesdienste zu unterbinden, brach in der Gegend ein Aufstand aus. Im Jahre 1775 kam es in der Herrschaft Chlumetz zu einem großen Bauernaufstand.
Während dieser Zeit wurde das Dorf als Chiscz (1386), Chigisst (1396), Wchisst (1415), Chysst (1542), Cheysstie (1559), Chegsste (1654), Cheysztie und Cheist (1790) bezeichnet.
Im Jahre 1833 bestand das im Bidschower Kreis gelegene Dorf Cheyscht bzw. Chegsst aus 40 Häusern, in denen 291 Personen lebten. Im Ort gab es ein Wirtshaus und ein Försterhaus. Pfarrort war Wapno. Bis zur Mitte des 19. Jahrhunderts blieb Cheyscht der Fideikommissherrschaft Chlumetz untertänig.
Nach der Aufhebung der Patrimonialherrschaften bildete Chyšť ab 1849 eine Gemeinde im Gerichtsbezirk Chlumetz. Ab 1868 gehörte das Dorf zum Bezirk Neubydžow. 1869 hatte Chýště 341 Einwohner und bestand aus 50 Häusern. Seit den 1870er Jahren führte die Gemeinde den Namen Chejšť. Im Jahre 1900 lebten in Chejšť 344 Menschen, 1910 waren es 339. Der amtliche Ortsname wurde 1921 in Chýšť geändert, im volkstümlichen Sprachgebrauch wird Chejšť jedoch weiter verwendet. 1930 hatte Chýšť 317 Einwohner und bestand aus 66 Häusern. Nach dem Zweiten Weltkrieg wurde der Großgrundbesitz der Grafen Kinsky enteignet. Im Jahre 1949 wurde die Gemeinde dem Okres Přelouč zugeordnet, seit 1960 gehört Chýšť zum Okres Pardubice. Zwischen 1961 und 1990 war Malé Výkleky eingemeindet. Beim Zensus von 2001 lebten in den 69 Häusern der Gemeinde 200 Personen. Zwischen 2005 und 2006 entstand nördlich des Dorfes die Dálnice 11.

## Sehenswürdigkeiten
- Steinernes Kreuz
- Glockenbaum
- Gedenkstein für die Gefallenen des Ersten Weltkrieges